# Shadowlands (telefilme)
Shadowlands é um telefilme britânico de 1985 dirigido por Norman Stone com roteiro escrito por William Nicholson e produzido por David M. Thompson para a BBC Wales.